# Misano
Pour les articles homonymes, voir Misa.

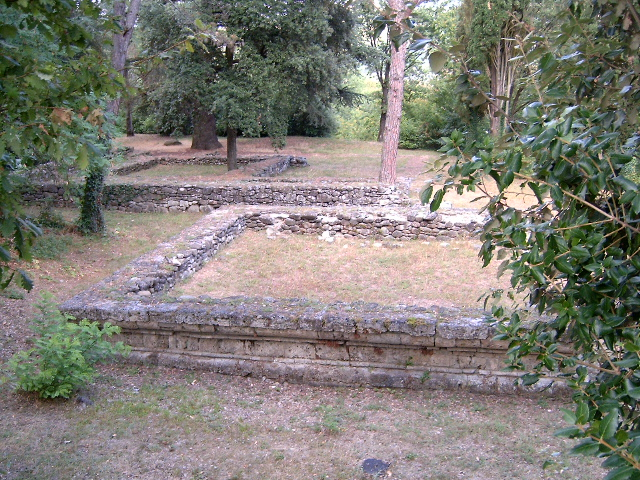
Vestiges de Misano, temples de l'acropole

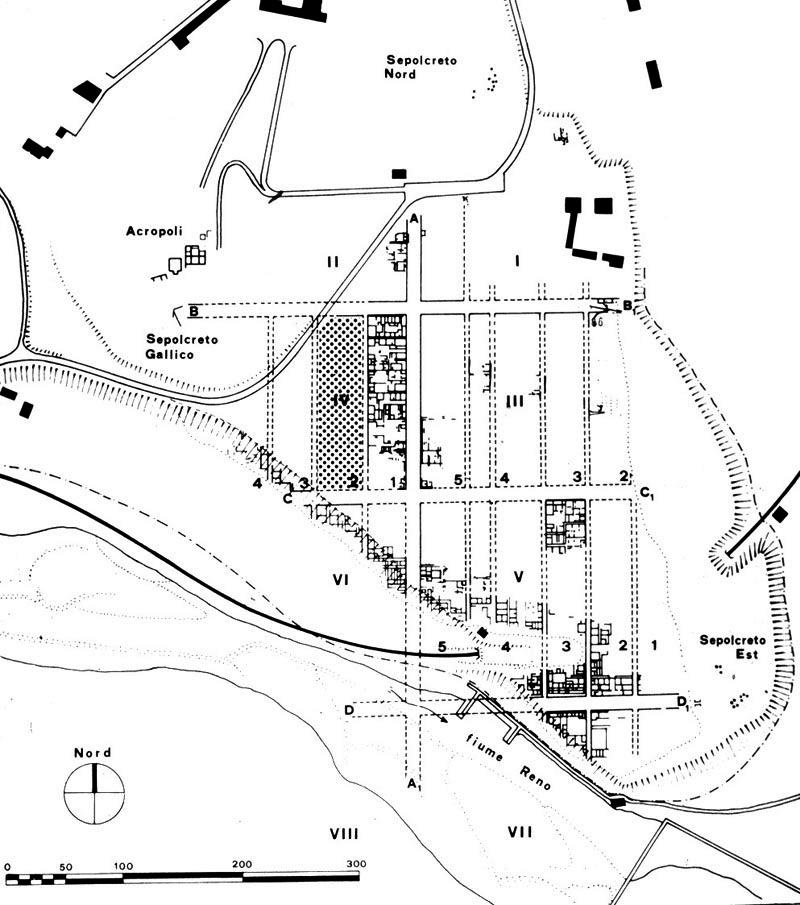
Vestiges de Misano, Plan du site

La cité étrusque de Misano ou Misa (nom étrusque: « Kainua »)  se situe sur le territoire de la commune actuelle de Marzabotto, province de Bologne. Les fouilles du site, non réoccupé par la suite, ont permis de dégager des principes d'urbanisme étrusque.

## Histoire
Elle a été fondée sans doute au VIe siècle av. J.-C., lors de l'expansion étrusque. À la fin du VIe siècle av. J.-C., le centre du site est un sanctuaire des eaux. La fin du Ve siècle av. J.-C. voit une urbanisation importante, cependant le site est occupé par les Boïens dès le IVe siècle av. J.-C.
À partir du milieu du IVe siècle av. J.-C. la cité étrusque est occupée par les Celtes et transformée en un poste avancé militaire. Cette phase est documentée par 25 tombes et par des restes de structures éparses.
Au cours du  IIIe siècle av. J.-C. le site est abandonné. Lors des fouilles des restes d'une implantation de style rustique caractérisée par des matériaux modestes datant Ier siècle av. J.-C. ont été trouvées.

## Situation géographique et économie
Du fait que la ville était construite sur un plateau surplombant le fleuve Reno s'écoulant dans une étroite vallée fluviale, l'agriculture y fut peu pratiquée à la différence du commerce et de l'artisanat qui constituèrent des activités dont on retrouva plusieurs traces. Ainsi on put identifier des sites de production de céramiques et d'objets en bronze. Ces indices furent retrouvés dans les vestiges des maisons d'habitation, la ville ne disposant pas de quartier d'artisans.

## Urbanisme
Sur un site de quelque 25 ha, les fouilles ont fait apparaître un réseau urbain orthogonal, sur le principe du plan hippodamien, avec un axe nord-sud et trois axes est-ouest de 15 m de large. Ces artères délimitaient des régions divisées à leur tour en îlots par des axes nord-sud de 5 m de large. À la différence des cités grecques et romaines antiques, on ne retrouva aucun agora ou place publique. Comme la largeur des rues principales dépassait de loin celles des villes grecques et romaines de l'époque, des chercheurs supposent que ces rues tenaient lieu de place publique et par le fait même de lieu d'échange pour commercer. Un cippe, pierre de fondation marquant le centre de la cité, gravée d’une croix, dont les bras suivaient les axes nord-sud et est-ouest a été mise au jour par les archéologues et confirme de fait les descriptions de l’historien romain Tite-Live concernant les rites de fondation des cités étrusques. 
Les quartiers d'habitation ont livré des éléments de confort tels des puits et une cour centrale. Des ateliers cohabitaient avec l'habitat. Les bâtiments sacrés retrouvés consistent en trois temples situés sur l'acropole du site dont un grand temple dédié au dieu Tinia. Ces derniers étaient construits de bois et de brique sur un podium de pierre. Deux nécropoles étrusques ont été retrouvées sur le site, outre une nécropole gauloise trouvée à proximité.
Des fouilles entreprises par l'équipe du professeur Giuseppe Sassatelli de l’Université de Bologne sont toujours en cours.